# Kábulské vlaštovky
Kábulské Vlaštovky (v originále Les Hirondelles de Kabou) je koprodukční animovaný film z roku 2019, který režírovaly Zabou Breitman a Éléy Gobbé-Mévellec jako adaptaci stejnojmenného románu Yasminy Khadry vydaného v roce 2002. Snímek měl světovou premiéru na filmovém festivalu v Cannes dne 16. května 2019.

## Dabing postav
| Zita Hanrot         | Zunaira                |
| Swann Arlaud        | Mohsen                 |
| Simon Abkarian      | Atiq                   |
| Hiam Abbass         | Mussarat               |
| Jean-Claude Deret   | Nazish                 |
| Michel Jonasz       | profesor Arash Bayazid |
| Sébastien Pouderoux | Quassim                |
| Serge Bagdassarian  | imám                   |
| Xavier Guelfi       | Aslan                  |

## Ocenění
- Filmový festival v Pauillacu: cena poroty
- Festival frankofonních filmů v Angoulême: ceny Valois de diamant a Valois de la musique
- Mezinárodní festival historických filmů: Cena diváků
- César: nominace na nejlepší animovaný celovečerní film